# 1792 pr. n. št.

## Rojstva
- Samsu-iluna, sedmi kralj babilonske Amoritske dinastije († 1712 pr. n. št.)